# Trang viên ở Maciejowiec

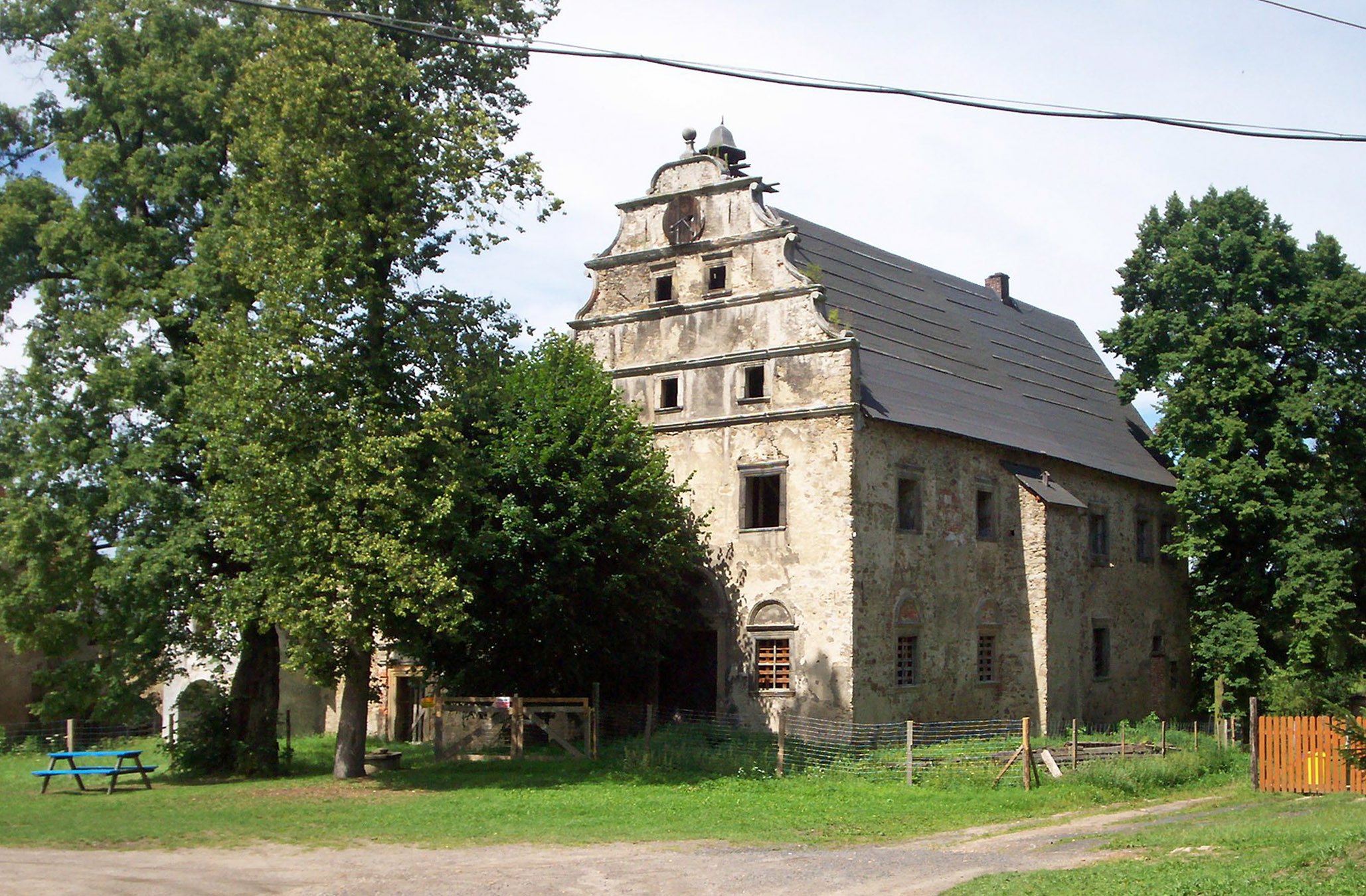
Trang viên ở Maciejowiec (2008)

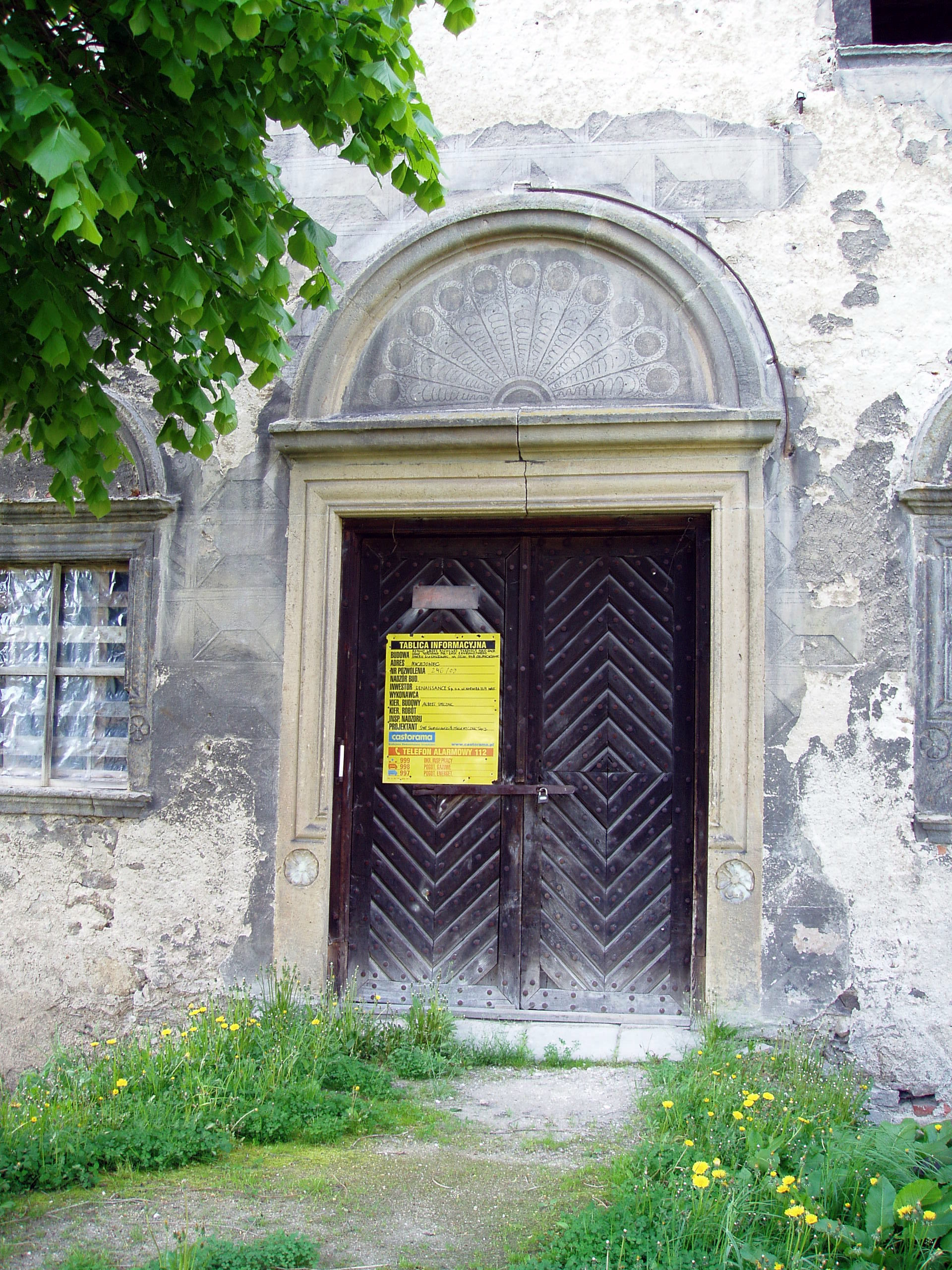
Cửa chính trang viên (2013)

Trang viên ở Maciejowiec (tiếng Ba Lan: Dwór w Maciejowcu) là một trang viên lịch sử có từ năm 1627, nằm ở ngôi làng Maciejowiec, Lwówecki, tỉnh Dolnośląskie, Ba Lan. Trang viên có tên trong sổ đăng ký di tích.

## Sơ lược lịch sử hình thành
Công trình kiến trúc này được xây dựng theo phong cách thời Phục hưng trong giai đoạn 1627-1631.  Năm 1634, trang viên được xây dựng lại. Sau một trận hỏa hoạn, trang viên tiếp tục được xây dựng lại một lần nữa vào năm 1652. Trang viên được cải tạo vào năm 1958.
Một số chủ sở hữu trang viên được ghi chép lại gồm:
- Năm 1756: Một thương gia kiêm Thượng nghị sĩ Georg Friedrich Smith (1703–1757) mua lại trang viên này.
- Năm 1757: Sau khi Georg Friedrich Smith qua đời, trang viên được thừa kế bởi vợ ông - Bà Margeritha Elisabeth.
- Từ năm 1938: Trang viên này không được sử dụng.[2]

## Kiến trúc
Trang viên là một khu phức hợp gồm ba gian nhà, với bức tường chắn ở phía Nam và các mái vòm ở phía Đông và phía Bắc. Ở phía Tây, cửa chính theo phong cách kiến trúc thời Phục hưng vẫn được bảo tồn cho đến ngày nay. Theo yêu cầu từ Bà Margeritha Elisabetha, nhiều họa tiết trang trí đặt ở phía trên cửa chính.